# Zina et Aziza
Zina et Aziza, nées Mahbouba et Chedlia Bouzaïane, est un duo de danseuses traditionnelles tunisiennes.

## Carrière
Nées dans le quartier populaire tunisois de Mellassine, c'est dans les années 1950 que les sœurs Chedlia et Mahbouba Bouzaïane commencent une carrière artistique dans les cafés chantants de Bab Souika, connus sous le nom de Cafichanta. Bien qu'elles aient commencé par le chant, c'est à travers la danse folklorique qu'elles connaissent un grand succès,,.
Découvertes par Ridha Kalaï qui leur donne leur nom de scène, Zina et Aziza, pour dénoter le côté inséparable des deux sœurs, elles gagnent vite en notoriété auprès des vedettes de la chanson et de la danse populaire, Ismaïl Hattab et Hamdi Laghbabi. Elles deviennent les icônes de la danse folklorique des années 1960 et 1970 et le porte-drapeau des arts populaires tunisiens à travers le monde en participant à plusieurs festivals internationaux,.

## Mémoire collective
Zina et Aziza demeurent dans la mémoire collective comme le symbole d'un duo inséparable. Elles deviennent ainsi le surnom donné aux bus articulés utilisés dans les transports publics en Tunisie.